# Міжнародний кубок чемпіонів 2016
Міжнародний Кубок чемпіонів 2016 — четвертий розіграш Міжнародного кубку чемпіонів. Турнір проводився з 22 липня по 13 серпня 2016 року.
У грудні 2015 року, Ювентус, Тотенгем Готспур та Мельбурн Вікторі підтвердили совою участь австралійській версії турніру. Атлетіко Мадрид приєдналося 1 березня 2016 року. Мельбурн Вікторі стала першою командою з Азійської Футбольної Конфедерації, що взяла участь Міжнародному кубку чемпіонів.
5 лютого 2016 року, Манчестер Сіті анонсував, що знову візьме участь у турнірі, цього разу у Китайському розіграші. 23 березня 2016 року до нього приєдналися Манчестер Юнайтед та Боруссія Дортмунд.
У березні 2016 року було оголошено про склад учасників Американської версії турніру. У ній взяли участь Барселона, Баварія (Мюнхен), Селтік, Челсі, Ліверпуль, Інтернаціонале (Мілан), Мілан, Реал Мадрид, Лестер Сіті, and Парі Сен-Жермен.

## Склад учасників
| Країна    | Клуб              | Місто    | Ліга    |
| --------- | ----------------- | -------- | ------- |
| Австралія | Мельбурн Вікторі  | Мельбурн | A-Ліга  |
| Англія    | Тоттенгем Готспур | Лондон   | АПЛ     |
| Італія    | Ювентус           | Турин    | Серія A |
| Іспанія   | Атлетіко Мадрид   | Мадрид   | Ла-Ліга |

| Країна    | Клуб              | Місто     | Ліга       |
| --------- | ----------------- | --------- | ---------- |
| Англія    | Манчестер Сіті    | Манчестер | АПЛ        |
| Англія    | Манчестер Юнайтед | Манчестер | АПЛ        |
| Німеччина | Боруссія Дортмунд | Дортмунд  | Бундесліга |

| Країна    | Клуб            | Місто     | Ліга                    |
| --------- | --------------- | --------- | ----------------------- |
| Англія    | Челсі           | Лондон    | АПЛ                     |
| Англія    | Лестер Сіті     | Лестер    | АПЛ                     |
| Англія    | Ліверпуль       | Ліверпуль | АПЛ                     |
| Франція   | Парі Сен-Жермен | Париж     | Ліга 1                  |
| Німеччина | Баварія         | Мюнхен    | Бундесліга              |
| Італія    | Інтер           | Мілан     | Серія A                 |
| Італія    | Мілан           | Мілан     | Серія A                 |
| Шотландія | Селтік          | Глазго    | Шотландський Прем'єршип |
| Іспанія   | Барселона       | Барселона | Ла-Ліга                 |
| Іспанія   | Реал Мадрид     | Мадрид    | Ла-Ліга                 |

## Локації
| Мельбурн                                                               | Мельбурн |
| Мельбурн Крикет Граунд                                                 | Мельбурн |
| 37°49′12″ пд. ш. 144°59′0″ сх. д. / 37.82000° пд. ш. 144.98333° сх. д. | Мельбурн |
| Місткість: 100,024                                                     | Мельбурн |
|                                                                        | Мельбурн |

| Пекін                                                                   | Шеньчжень                                                                         | Пекін Шеньчжень Шанхай | Шанхай                                                                           |
| Пекінський національний стадіон                                         | Шеньчженьський стадіон                                                            | Пекін Шеньчжень Шанхай | Шанхайський стадіон                                                              |
| 39°59′30″ пн. ш. 116°23′26″ сх. д. / 39.99167° пн. ш. 116.39056° сх. д. | 22°41′49.70″ пн. ш. 114°12′43.90″ сх. д. / 22.6971389° пн. ш. 114.2121944° сх. д. | Пекін Шеньчжень Шанхай | 31°11′0.61″ пн. ш. 121°26′14.28″ сх. д. / 31.1835028° пн. ш. 121.4373000° сх. д. |
| Місткість: 80,000                                                       | Місткість: 60,334                                                                 | Пекін Шеньчжень Шанхай | Місткість: 56,842                                                                |
|                                                                         |                                                                                   | Пекін Шеньчжень Шанхай |                                                                                  |

| Енн-Арбор                                                                         | Колумбус                                                                                      | Пасадена                                                                                      | Іст-Ратерфорд                                                              |
| --------------------------------------------------------------------------------- | --------------------------------------------------------------------------------------------- | --------------------------------------------------------------------------------------------- | -------------------------------------------------------------------------- |
| Мічиган Стедіум                                                                   | Огайо Стедіум                                                                                 | Роуз Боул                                                                                     | Мет-Лайф Стедіум                                                           |
| 47°35′42.72″ пн. ш. 122°19′53.76″ зх. д. / 47.5952000° пн. ш. 122.3316000° зх. д. | 40°0′6″ пн. ш. 83°1′11″ зх. д. / 40.00167° пн. ш. 83.01972° зх. д.                            | 34°9′41″ пн. ш. 118°10′3″ зх. д. / 34.16139° пн. ш. 118.16750° зх. д.                         | 40°44′12″ пн. ш. 74°9′1″ зх. д. / 40.73667° пн. ш. 74.15028° зх. д.        |
| Місткість: 107,601                                                                | Місткість: 104,944                                                                            | Місткість: 92,542                                                                             | Місткість: 82,566                                                          |
|                                                                                   |                                                                                               |                                                                                               |                                                                            |
| Шарлотт                                                                           | Енн-Арбор Колумбус Пасадена Іст-Ратерфорд Шарлотт Санта-Клара Міннеаполіс Чикаго Юджин Карсон | Енн-Арбор Колумбус Пасадена Іст-Ратерфорд Шарлотт Санта-Клара Міннеаполіс Чикаго Юджин Карсон | Санта-Клара                                                                |
| Бенк оф Америка Стедіум                                                           | Енн-Арбор Колумбус Пасадена Іст-Ратерфорд Шарлотт Санта-Клара Міннеаполіс Чикаго Юджин Карсон | Енн-Арбор Колумбус Пасадена Іст-Ратерфорд Шарлотт Санта-Клара Міннеаполіс Чикаго Юджин Карсон | Левайс Стедіум                                                             |
| 35°13′33″ пн. ш. 80°51′10″ зх. д. / 35.22583° пн. ш. 80.85278° зх. д.             | Енн-Арбор Колумбус Пасадена Іст-Ратерфорд Шарлотт Санта-Клара Міннеаполіс Чикаго Юджин Карсон | Енн-Арбор Колумбус Пасадена Іст-Ратерфорд Шарлотт Санта-Клара Міннеаполіс Чикаго Юджин Карсон | 37°24′10.8″ пн. ш. 121°58′12″ зх. д. / 37.403000° пн. ш. 121.97000° зх. д. |
| Місткість: 74,455                                                                 | Енн-Арбор Колумбус Пасадена Іст-Ратерфорд Шарлотт Санта-Клара Міннеаполіс Чикаго Юджин Карсон | Енн-Арбор Колумбус Пасадена Іст-Ратерфорд Шарлотт Санта-Клара Міннеаполіс Чикаго Юджин Карсон | Місткість: 68,500                                                          |
|                                                                                   | Енн-Арбор Колумбус Пасадена Іст-Ратерфорд Шарлотт Санта-Клара Міннеаполіс Чикаго Юджин Карсон | Енн-Арбор Колумбус Пасадена Іст-Ратерфорд Шарлотт Санта-Клара Міннеаполіс Чикаго Юджин Карсон |                                                                            |
| Міннеаполіс                                                                       | Чикаго                                                                                        | Юджин                                                                                         | Карсон                                                                     |
| Ю Ес Бенк Стедіум                                                                 | Солджер-філд                                                                                  | Аутзен Стедіум                                                                                | СтабХаб Центр                                                              |
| 44°58′26″ пн. ш. 93°15′28″ зх. д. / 44.97389° пн. ш. 93.25778° зх. д.             | 41°51′45″ пн. ш. 87°37′0″ зх. д. / 41.86250° пн. ш. 87.61667° зх. д.                          | 44°3′30″ пн. ш. 123°4′7″ зх. д. / 44.05833° пн. ш. 123.06861° зх. д.                          | 33°51′52″ пн. ш. 118°15′40″ зх. д. / 33.86444° пн. ш. 118.26111° зх. д.    |
| Місткість: 66,792                                                                 | Місткість: 61,500                                                                             | Місткість: 59,000                                                                             | Місткість: 27,000                                                          |
|                                                                                   |                                                                                               |                                                                                               |                                                                            |

| Лондон                                                              | Глазго                                                                        | Дублін                                                                   | Лондон Глазго Дублін Сульна Лімерик | Сульна                                                                | Лімерик                                                             |
| Вемблі                                                              | Селтік Парк                                                                   | Авіва Стедіум                                                            | Лондон Глазго Дублін Сульна Лімерик | Френдз Арена                                                          | Томонд Парк                                                         |
| 51°33′21″ пн. ш. 0°16′47″ зх. д. / 51.55583° пн. ш. 0.27972° зх. д. | 55°50′58.96″ пн. ш. 4°12′20.12″ зх. д. / 55.8497111° пн. ш. 4.2055889° зх. д. | 53°20′6.5″ пн. ш. 6°13′42.0″ зх. д. / 53.335139° пн. ш. 6.228333° зх. д. | Лондон Глазго Дублін Сульна Лімерик | 59°22′21″ пн. ш. 18°00′00″ сх. д. / 59.37250° пн. ш. 18.00000° сх. д. | 52°40′27″ пн. ш. 8°38′33″ зх. д. / 52.67417° пн. ш. 8.64250° зх. д. |
| Місткість: 90,000                                                   | Місткість: 60,411                                                             | Місткість: 51,700                                                        | Лондон Глазго Дублін Сульна Лімерик | Місткість: 50,653                                                     | Місткість: 25,630                                                   |
|                                                                     |                                                                               |                                                                          | Лондон Глазго Дублін Сульна Лімерик |                                                                       |                                                                     |

## Матчі

### Австралія
| 23 липня 2016 19:00 AEST |

| Мельбурн Вікторі | 1–1                                       | Ювентус           |
| ---------------- | ----------------------------------------- | ----------------- |
| Джеай Інгхем 83' | Report[недоступне посилання з 01.07.2018] | Карлос Бланко 58' |

| Мельбурн Крикет Граунд, Мельбурн Глядачів: 23,174 Арбітр: Хіроукі Кімура (Японія) |

|                                                                              |       | Пенальті                                                                       |  |
| Карл Валері · Джеай Інгхем · Алан Баро · Скотт Гелловей · Себастіан Паскуалі | 4 — 3 | Лука Марроне · Маттіа Вітале · Роман Мацек · Лоренцо Россеті · Стефано Падован |  |

| 26 липня 2016 20:00 AEST |

| Ювентус                           | 2–1                                       | Тоттенгем Готспур |
| --------------------------------- | ----------------------------------------- | ----------------- |
| Пауло Дибала 6' Мехді Бенатія 14' | Report[недоступне посилання з 01.07.2018] | Ерік Ламела 67'   |

| Мельбурн Крикет Граунд, Мельбурн Глядачів: 31,447 Арбітр: Бенджамін Вільямс (Австралія) |

| 29 липня 2016 20:00 AEST |

| Тоттенгем Готспур | 0–1                                       | Атлетіко Мадрид |
| ----------------- | ----------------------------------------- | --------------- |
|                   | Report[недоступне посилання з 01.07.2018] | Дієго Годін 40' |

| Мельбурн Крикет Граунд, Мельбурн Глядачів: 42,107 Арбітр: Кріс Біт (Австралія) |

### Китай
| 22 липня 2016 20:00 CST |

| Манчестер Юнайтед   | 1–4                                       | Боруссія Дортмунд                                                         |
| ------------------- | ----------------------------------------- | ------------------------------------------------------------------------- |
| Генріх Мхітарян 59' | Report[недоступне посилання з 01.07.2018] | Гонсало Кастро 19', 86' П'єр-Емерік Обамеянг 36' (пен.) Усман Дембеле 57' |

| Шанхайський стадіон, Шанхай Глядачів: 38,285 Арбітр: Ванг Дай (Китай) |

| 25 липня 2016 19:30 CST |

| Манчестер Сіті | Відмінений                                | Манчестер Юнайтед |
| -------------- | ----------------------------------------- | ----------------- |
|                | Report[недоступне посилання з 01.07.2018] |                   |

| Національний стадіон, Пекін Арбітр: Ма Нінг (Китай) |

| 28 липня 2016 19:30 CST |

| Боруссія Дортмунд      | 1–1                                       | Манчестер Сіті    |
| ---------------------- | ----------------------------------------- | ----------------- |
| Крістіан Пулишич 90+6' | Report[недоступне посилання з 01.07.2018] | Серхіо Агуеро 79' |

| Шеньчженьський стадіон, Шеньчжен Глядачів: 32,008 Арбітр: Фу Мінг (Китай) |

| |       | Пенальті |  |
| Фелікс Пасслак · Каґава Сіндзі · Гонсало Кастро · Дженіс Бруніч · Крістіан Пулишич · Марко Гобер · Якоб Бруун Ларсен · Мікель Меріно | 5 — 6 | Алікс Ґарсіа · Тосін Адарабіойо · Фернандінью · Давід Сільва · Серхіо Агуеро · Ноліто · Рагім Стерлінг · Анхеліньо |  |

### США та Европа

#### Липень
| 23 липня 2016 17:30 BST |

| Селтік              | 1–1      | Лестер Сіті    |
| ------------------- | -------- | -------------- |
| Еоган О'Коннелл 59' | Протокол | Ріяд Марез 46' |

| Селтік Парк, Глазго Глядачів: 32,658 Арбітр: Джон Бітон (Шотландія) |

|                                                                                                |       | Пенальті                                                                                               |  |
| Надір Чіфтчі · Стефан Йохансен · Скотт Аллан · Еоган О'Коннелл · Райан Крісті · Джеймс Форрест | 5 — 6 | Крістіан Фукс · Марцин Василевський · Денні Дрінквотер · Бен Чилуелл · Окадзакі Сіндзі · Деніел Амарті |  |

| 24 липня 2016 14:00 PDT |

| Інтер Мілан                 | 1–3                                       | Парі Сен-Жермен                      |
| --------------------------- | ----------------------------------------- | ------------------------------------ |
| Стеван Йоветич 45+3' (пен.) | Report[недоступне посилання з 01.07.2018] | Серж Ор'є 14', 87' Левен Кюрзава 61' |

| Аутзен Стедіум, Юджин, Орегон Глядачів: 24,147 Арбітр: Хаїр Марруфо (США) |

| 27 липня 2016 19:30 EDT |

| Реал Мадрид               | 1–3                                       | Парі Сен-Жермен                      |
| ------------------------- | ----------------------------------------- | ------------------------------------ |
| Марсело Вієйра 44' (пен.) | Report[недоступне посилання з 01.07.2018] | Жонотан Іконе 2' Тома Меньє 35', 40' |

| Огайо Стедіум, Колумбус, Огайо Глядачів: 86,641 Арбітр: Іларіо Грахеда (США) |

| 27 липня 2016 20:00 CDT |

| Баварія Мюнхен                               | 3–3                                       | Мілан                                               |
| -------------------------------------------- | ----------------------------------------- | --------------------------------------------------- |
| Франк Рібері 29', 90' (пен.) Давід Алаба 38' | Report[недоступне посилання з 01.07.2018] | Мбай Ньянг 23' Андреа Бертолаччі 49' Юрай Куцка 61' |

| Солджер-філд, Чикаго, Іллінойс Глядачів: 44,826 Арбітр: Марк Гейгер (США) |

|                                                  |       | Пенальті                                                                                 |  |
| Філіпп Лам · Давід Алаба · Хуан Бернат · Рафінья | 3 — 5 | Хонда Кейсуке · Алессандро Матрі · Юрай Куцка · Алессіо Романьйолі · Джакомо Бонавентура |  |

| 27 липня 2016 20:00 PDT |

| Челсі           | 1–0                                       | Ліверпуль |
| --------------- | ----------------------------------------- | --------- |
| Гарі Кегілл 10' | Report[недоступне посилання з 01.07.2018] |           |

| Роуз Боул, Пасадена, Каліфорнія Глядачів: 53,117 Арбітр: Балдомеро Толедо (США) |

| 30 липня 2016 18:00 IST |

| Барселона                                                 | 3–1                                       | Селтік          |
| --------------------------------------------------------- | ----------------------------------------- | --------------- |
| Арда Туран 11' Ефе Емброуз 31' (аг) Мунір Ель-Хаддаді 41' | Report[недоступне посилання з 01.07.2018] | Лі Гріффітс 29' |

| Авіва, Дублін Глядачів: 47,900 Арбітр: Ніл Дойл (Ірландія) |

| 30 липня 2016 15:00 EDT |

| Реал Мадрид                              | 3–2                                       | Челсі                |
| ---------------------------------------- | ----------------------------------------- | -------------------- |
| Марсело Вієйра 19', 26' Маріано Діас 37' | Report[недоступне посилання з 01.07.2018] | Еден Азар 80', 90+1' |

| Мічиган Стедіум, Енн-Арбор, Мічиган Глядачів: 105,826 Арбітр: Юнес Марракчі (США) |

| 30 липня 2016 17:00 EDT |

| Інтер Мілан      | 1–4                                       | Баварія Мюнхен                             |
| ---------------- | ----------------------------------------- | ------------------------------------------ |
| Мауро Ікарді 90' | Report[недоступне посилання з 01.07.2018] | Джуліан Грін 7', 30', 35' Франк Рібері 13' |

| Бенк оф Америка Стедіум, Шарлотт, Північна Кароліна Глядачів: 53,629 Арбітр: Марк Кадлечік (США) |

| 30 липня 2016 19:00 PDT |

| Ліверпуль                           | 2–0                                       | Мілан |
| ----------------------------------- | ----------------------------------------- | ----- |
| Дівок Орігі 59' Роберто Фірміно 73' | Report[недоступне посилання з 01.07.2018] |       |

| Левайс Стедіум, Санта-Клара, Каліфорнія Глядачів: 30,758 Арбітр: Кевін Стотт (США) |

| 30 липня 2016 20:30 PDT |

| Парі Сен-Жермен                                                             | 4–0                                       | Лестер Сіті |
| --------------------------------------------------------------------------- | ----------------------------------------- | ----------- |
| Едінсон Кавані 26' (пен.) Жонотан Іконе 45' Лукас Моура 64' Одсон Едуар 90' | Report[недоступне посилання з 01.07.2018] |             |

| СтабХаб Центр, Карсон (Каліфорнія), Каліфорнія Глядачів: 25,667 Арбітр: Ісмаїл Ельфат (США) |

#### Серпень
| 3 серпня 2016 20:00 CEST |

| Барселона                                                  | 4–2                                       | Лестер Сіті         |
| ---------------------------------------------------------- | ----------------------------------------- | ------------------- |
| Мунір Ель-Хаддаді 26', 45' Луїс Суарес 34' Рафа Мухіка 84' | Report[недоступне посилання з 01.07.2018] | Ахмед Муса 47', 66' |

| Френдз Арена, Сульна Глядачів: 42,879 Арбітр: Мартін Стрембергссон (Швеція) |

| 3 серпня 2016 19:30 EDT |

| Баварія Мюнхен | 0–1                                       | Реал Мадрид              |
| -------------- | ----------------------------------------- | ------------------------ |
|                | Report[недоступне посилання з 01.07.2018] | Даніло Луїс да Сілва 79' |

| Мет-Лайф Стедіум, Іст-Ратерфорд, Нью-Джерсі Глядачів: 82,012 Арбітр: Хайме Еррера (США) |

| 3 серпня 2016 20:00 CDT |

| Мілан                   | 1–3                                       | Челсі                                    |
| ----------------------- | ----------------------------------------- | ---------------------------------------- |
| Джакомо Бонавентура 38' | Report[недоступне посилання з 01.07.2018] | Бертран Траоре 24' Oscar 70' (пен.), 87' |

| Ю Ес Бенк Стедіум, Міннеаполіс, Міннесота Глядачів: 64,101 Арбітр: Едвін Юрішевич (США) |

| 6 серпня 2016 17:15 BST |

| Ліверпуль                                                                  | 4–0                                       | Барселона |
| -------------------------------------------------------------------------- | ----------------------------------------- | --------- |
| Садіо Мане 15' Хав'єр Маскерано 47' (аг) Дівок Орігі 48' Марко Груїч 90+3' | Report[недоступне посилання з 01.07.2018] |           |

| Вемблі, Лондон Глядачів: 89,845 Арбітр: Мартін Аткінсон (Англія) |

| 13 серпня 2016 19:00 IST |

| Інтер Мілан                     | 2–0                                       | Селтік |
| ------------------------------- | ----------------------------------------- | ------ |
| Едер 45+1' Антоніо Кандрева 71' | Report[недоступне посилання з 01.07.2018] |        |

| Томонд Парк, Лімерик Глядачів: 12,873 Арбітр: Пол Маклафлін (Ірландія) |

## Підсумкові таблиці

### Австралія
| Поз | Команда           | М | В | ВП | ПП | П | ГЗ | ГП | Різ | О | Підсумок                                                 |
| --- | ----------------- | - | - | -- | -- | - | -- | -- | --- | - | -------------------------------------------------------- |
| 1   | Ювентус           | 2 | 1 | 0  | 1  | 0 | 3  | 2  | +1  | 4 | Переможець Міжнародного кубку чемпіонів 2016 у Австралії |
|     |                   |   |   |    |    |   |    |    |     |   |                                                          |
| 2   | Атлетіко Мадрид   | 1 | 1 | 0  | 0  | 0 | 1  | 0  | +1  | 3 |                                                          |
| 3   | Мельбурн Вікторі  | 1 | 0 | 1  | 0  | 0 | 1  | 1  | 0   | 2 |                                                          |
| 4   | Тоттенгем Готспур | 2 | 0 | 0  | 0  | 2 | 1  | 3  | −2  | 0 |                                                          |

### Китай
Один матч був скасований, а чемпіон не визначений.

| Поз | Команда           | М | В | ВП | ПП | П | ГЗ | ГП | Різ | О |
| --- | ----------------- | - | - | -- | -- | - | -- | -- | --- | - |
| 1   | Боруссія Дортмунд | 2 | 1 | 0  | 1  | 0 | 5  | 2  | +3  | 4 |
| 2   | Манчестер Сіті    | 1 | 0 | 1  | 0  | 0 | 1  | 1  | 0   | 2 |
| 3   | Манчестер Юнайтед | 1 | 0 | 0  | 0  | 1 | 1  | 4  | −3  | 0 |

### США та Європа
| Поз | Команда         | М | В | ВП | ПП | П | ГЗ | ГП | Різ | О | Підсумок                                                     |
| --- | --------------- | - | - | -- | -- | - | -- | -- | --- | - | ------------------------------------------------------------ |
| 1   | Парі Сен-Жермен | 3 | 3 | 0  | 0  | 0 | 10 | 2  | +8  | 9 | Переможець Міжнародного кубку чемпіонів 2016 у США та Європі |
|     |                 |   |   |    |    |   |    |    |     |   |                                                              |
| 2   | Ліверпуль       | 3 | 2 | 0  | 0  | 1 | 6  | 1  | +5  | 6 |                                                              |
| 3   | Челсі           | 3 | 2 | 0  | 0  | 1 | 6  | 4  | +2  | 6 |                                                              |
| 4   | Барселона       | 3 | 2 | 0  | 0  | 1 | 7  | 7  | 0   | 6 |                                                              |
| 5   | Реал Мадрид     | 3 | 2 | 0  | 0  | 1 | 5  | 5  | 0   | 6 |                                                              |
| 6   | Баварія Мюнхен  | 3 | 1 | 0  | 1  | 1 | 7  | 5  | +2  | 4 |                                                              |
| 7   | Інтер Мілан     | 3 | 1 | 0  | 0  | 2 | 4  | 7  | −3  | 3 |                                                              |
| 8   | Мілан           | 3 | 0 | 1  | 0  | 2 | 4  | 8  | −4  | 2 |                                                              |
| 9   | Лестер Сіті     | 3 | 0 | 1  | 0  | 2 | 3  | 9  | −6  | 2 |                                                              |
| 10  | Селтік          | 3 | 0 | 0  | 1  | 2 | 2  | 6  | −4  | 1 |                                                              |

## Виноски
1. ↑  Манчестерське дербі було скасовано через несприятливу погоду та погані умови проведення.[1]